# Xu Lihui
Xu Lihui (26 de agosto de 1980) es una deportista china que compitió en judo. Ganó una medalla de oro en el Campeonato Asiático de Judo de 2004 en la categoría abierta.

## Palmarés internacional
| Campeonato Asiático | Campeonato Asiático  | Campeonato Asiático | Campeonato Asiático |
| Año                 | Lugar                | Medalla             | Categoría           |
| ------------------- | -------------------- | ------------------- | ------------------- |
| 2004                | Almatý ( Kazajistán) | Medalla de oro      | Abierta             |